# Husztót, Baranya
Husztót este un sat în districtul Pécs, județul Baranya, Ungaria, având o populație de 66 de locuitori (2011). 

## Demografie
Componența etnică a satului Husztót
     Maghiari (93,48%)
     Necunoscut (6,52%)
     Alții (6,52%)
Componența confesională a satului Husztót
     Romano-catolici (59,09%)
     Fără religie (15,15%)
     Reformați (7,58%)
     Necunoscută (18,18%)
Conform recensământului din 2011, satul Husztót avea 66 de locuitori. Din punct de vedere etnic, majoritatea locuitorilor (93,48%) erau maghiari. Apartenența etnică nu este cunoscută în cazul a 6,52% din locuitori.  Din punct de vedere confesional, majoritatea locuitorilor (59,09%) erau romano-catolici, existând și minorități de persoane fără religie (15,15%) și reformați (7,58%). Pentru 18,18% din locuitori nu este cunoscută apartenența confesională.